# 多格爾沙洲海戰 (1696年)
多格爾沙洲海戰發生於1696年6月17日，是大同盟戰爭中的一場海戰，讓·巴爾率領的法國海軍成功摧毀了荷蘭海軍的護衛艦隊並俘虜了大量商船。